# Campionato turco maschile di pallanuoto
Il campionato turco maschile di pallanuoto è l'insieme dei tornei pallanuotistici maschili nazionali della Turchia.

## Albo d'oro
- 1942  Adana Demirspor (1)
- 1943  Adana Demirspor (2)
- 1944  Adana Demirspor (3)
- 1945  Adana Demirspor (4)
- 1946  Adana Demirspor (5)
- 1947  Adana Demirspor (6)
- 1948  Adana Demirspor (7)
- 1949  Adana Demirspor (8)
- 1950  Adana Demirspor (9)
- 1951  Adana Demirspor (10)
- 1952  Adana Demirspor (11)
- 1953  Adana Demirspor (12)
- 1954  Adana Demirspor (13)
- 1955  Galatasaray (1)
- 1956  Adana Demirspor (14)
- 1957  Galatasaray (2)
- 1958  Adana Demirspor (15)
- 1959  Adana Demirspor (16)
- 1960  Adana Demirspor (17)
- 1961  İstanbul Yüzme İhtisas Kulübü (1)
- 1962  Adana Demirspor (18)

- 1963  Adana Demirspor (19)
- 1964  Adana Demirspor (20)
- 1965  Adana Demirspor (21)
- 1966  İstanbul Yüzme İhtisas Kulübü (2)
- 1967  İstanbul Yüzme İhtisas Kulübü (3)
- 1968  İstanbul Yüzme İhtisas Kulübü (4)
- 1969  İstanbul Yüzme İhtisas Kulübü (5)
- 1970  İstanbul Yüzme İhtisas Kulübü (6)
- 1971  İstanbul Yüzme İhtisas Kulübü (7)
- 1972  İstanbul Yüzme İhtisas Kulübü (8)
- 1973  Galatasaray (3)
- 1974  İstanbul Yüzme İhtisas Kulübü (9)
- 1975  Galatasaray (4)
- 1976  İstanbul Yüzme İhtisas Kulübü (10)
- 1977  Galatasaray (5)
- 1978  İstanbul Yüzme İhtisas Kulübü (11)
- 1979  İstanbul Yüzme İhtisas Kulübü (12)
- 1980  İstanbul Yüzme İhtisas Kulübü (13)
- 1981  İstanbul Yüzme İhtisas Kulübü (14)
- 1982  İstanbul Yüzme İhtisas Kulübü (15)
- 1983  İstanbul Yüzme İhtisas Kulübü (16)

- 1984  İstanbul Yüzme İhtisas Kulübü (17)
- 1985  İstanbul Yüzme İhtisas Kulübü (18)
- 1986  İstanbul Yüzme İhtisas Kulübü (19)
- 1987  İstanbul Yüzme İhtisas Kulübü (20)
- 1988  Adalar Su Sporları Kulübü (1)
- 1989  İstanbul Yüzme İhtisas Kulübü (21)
- 1990  Adalar Su Sporları Kulübü (2)
- 1991  Galatasaray (6)
- 1992  İstanbul Yüzme İhtisas Kulübü (22)
- 1993  Galatasaray (7)
- 1994  Galatasaray (8)
- 1995  Galatasaray (9)
- 1996  Galatasaray (10)
- 1997  Galatasaray (11)
- 1998  İstanbul Yüzme İhtisas Kulübü (23)
- 1999  Galatasaray (12)
- 2000  Galatasaray (13)
- 2001  Galatasaray (14)
- 2002  İstanbul Yüzme İhtisas Kulübü (24)
- 2003  Galatasaray (15)
- 2004  İstanbul Yüzme İhtisas Kulübü (25)

- 2005  Galatasaray (16)
- 2006  Galatasaray (17)
- 2007  Galatasaray (18)
- 2008  Galatasaray (19)
- 2009  Galatasaray (20)
- 2010  Galatasaray (21)
- 2011  Galatasaray (22)
- 2012  Galatasaray (23)
- 2013  Galatasaray (24)
- 2014  Galatasaray (25)
- 2015  Galatasaray (26)
- 2016  ENKA (1)
- 2017  Galatasaray (27)
- 2018  ENKA (2)
- 2019  ENKA (3)
- 2020 non assegnato per la pandemia di Covid-19
- 2021  ENKA (4)
- 2022  Galatasaray (28)
- 2023  ENKA (5)
- 2024  Galatasaray (29)
- 2025  Galatasaray (30)

## Vittorie per squadra
| Squadra                       | Titoli | Anni |
| ----------------------------- | ------ | --- |
| Galatasaray                   | 30     | 1955, 1957, 1973, 1975, 1977, 1991, 1993, 1994, 1995, 1996, 1997, 1999, 2000, 2001, 2003, 2005, 2006, 2007, 2008, 2009, 2010, 2011, 2012, 2013, 2014, 2015, 2017, 2022, 2024, 2025 |
| İstanbul Yüzme İhtisas Kulübü | 25     | 1961, 1966, 1967, 1968, 1969, 1970, 1971, 1972, 1974, 1976, 1978, 1979, 1980, 1981, 1982, 1983, 1984, 1985, 1986, 1987, 1989, 1992, 1998, 2002, 2004                               |
| Adana Demirspor               | 21     | 1942, 1943, 1944, 1945, 1946, 1947, 1948, 1949, 1950, 1951, 1952, 1953, 1954, 1956, 1958, 1959, 1960, 1962, 1963, 1964, 1965                                                       |
| ENKA                          | 5      | 2016, 2018, 2019, 2021, 2023 |
| Adalar Su Sporları Kulübü     | 2      | 1988, 1990 |